# Franc Joubin
Francis Guy Renault Joubin (* 15. November 1911 in San Francisco; † 1. Januar 1997) war ein kanadischer Geologe. Er gilt als Entdecker eines der weltweit größten Uranvorkommen bei Elliott Lake nördlich des Lake Huron im nördlichen Ontario.
Joubin hatte französischstämmige Eltern, mit denen er in seiner Kindheit nach Kanada zog, wo er aufwuchs. Er studierte an der University of British Columbia in Vancouver Geologie mit dem Master-Abschluss 1942 und arbeitete dann für Bergwerksgesellschaften in der Prospektion von Erzen (anfangs besonders Gold in British Columbia für Pionieer Gold Mine), teilweise freiberuflich als Berater.
Nachdem die kanadische Regierung 1948 die Suche von Privatleuten nach Uran freigegeben hatte, machte sich Joubin mit einem Geigerzähler in die Gegend des Blind River im nördlichen Ontario auf, der in den Lake Huron mündet, nachdem er vom Fund von Pechblende bei Sault Ste. Marie (Ontario) gehört hatte. Er wurde aber nicht fündig und hielt die Oberflächenradioaktivität zunächst für durch Thorium verursacht. Mehrere Jahre wandte er sich anderen Aufgaben zu, kam aber 1953 zu dem Schluss, dass Thorium allein die Radioaktivität nicht verursacht haben konnte. Er tat sich mit dem Finanzier und Bergbauunternehmer Joseph Hirshhorn (1899–1981) zusammen, um am Blind River (unter strenger Geheimhaltung) weiterzusuchen. Über 1400 Claims wurden auf einer Fläche von 56.000 Acre abgesteckt. Beeinflusst vom Geologen Charles Findlay Davidson verfolgte er die Idee, dass Eisensulfid in den Bohrkernen ein Hinweis auf tieferliegende Uranvorkommen sei und man diesem folgend tiefer bohren müsste. Joubin wurde mit der Entdeckung von großen Uranvorkommen belohnt, die wegen ihrer Form den Namen Big Z erhielten. 1955 entstand dort die Stadt Elliott Lake und in dessen Nähe die Denison Mine, die 1957 bis 1992 in Betrieb war, sowie die Rio Algom Mine. Insgesamt gab es in dem Gebiet neun größere Uran-Minen. Hirshhorn und Joubin hatten ihre Anteile schon 1955 an den britischen Bergbaukonzern Rio Tinto Group verkauft, wobei sie Millionen verdienten. Joubin arbeitete weiter weltweit als Berater unter anderem für Rio Tinto und zwanzig Jahre lang für die Vereinten Nationen.
1983 erhielt er den Order of Canada und er erhielt den Order of Ontario. Er erhielt die Leonard Medal des Engineering Institute of Canada und die Blaylock Medal des Canadian Institute of Mining and Metallurgy. Er wurde in die Canadian Mining Hall of Fame aufgenommen.

## Schriften
- mit McCormack Smyth: Not For Gold Alone, Toronto: Deljay Publications 1986